# خليج مسقط
هو ساحل في سلطنة عمان، يقع في مدينة بندر الجصة قرب قنتاب. سميت مسبقاً بسرايا بندر الجصة، أُعيد تسمية المشروع خليج مسقط عام 2017. تدعم الحكومة العمانية الساحل كجزء من محاولة توسيع مجال السياحة في البلد.

## التاريخ
تأسست سرايا بندر الجصة عام 2007، تحت ملكية خاصة. أُعيد تسمية المشروع خليج مسقط عام 2017.

## المشاريع

### الملكيات
يمتد خليج مسقط مساحة 2.2 مليون متر مربع، وأعلى نقطة تصل 250 متراً. تتضمن من مزيج من الوحدات السكنية منها الفيلات والشقق السكنية. يتم بناء فندقا جوميرا خمس نجوم في خليج مسقط: خليج مسقط جوميرا وفندق بوتيك فخم.